# 托马斯·哈登·丘奇
托马斯·哈登·丘奇（英語：Thomas Haden Church，1960年6月17日—）身高181cm，是一名美国男演员、编剧和导演。在演出1990年代情景喜剧《翅膀》後，他在电影中的角色使他闻名于大众，包括他的奥斯卡奖项提名《杯酒人生》中的人物角色，和在《蜘蛛人3》和《蜘蛛人：無家日》中饰演反派角色沙人。